# Agave pubescens
Agave pubescens ist eine Pflanzenart aus der Gattung der Agaven (Agave) in der Unterfamilie der Agavengewächse (Agavoideae). Das Artepitheton pubescens stammt aus dem Lateinischen, bedeutet ‚fein behaart‘ und verweist auf die behaarten Laubblätter der Art.

## Beschreibung
Agave pubescens bildet zylindrische Rhizome von 1,6 bis 1,7 Zentimeter Länge. Ihre Wurzeln sind halbfleischig. Die drei bis vier (in Kultur bis zu neun) zurückgebogen-ausgebreiteten, lanzettlichen, lederigen Laubblätter sind leicht rinnig und leicht wellig. Ihre Spitze ist spitz und trägt ein kurzes Spitzchen. Die dunkelbraun gefleckte, dicht flaumhaarige Blattspreite ist 18 bis 28 Zentimeter lang und 2,1 bis 3,2 Zentimeter breit. Auf der Oberseite ist sie grün, auf der Unterseite heller. Die schmalen Blattränder besitzen ein hyalines Band. Sie sind ganzrandig und zurückgerollt. Die Reste der Blattbasis sind 4,5 bis 9,5 Zentimeter lang.
Der „ährige“ Blütenstand erreicht eine Höhe von 63 bis 184 Zentimeter. Der verlängerte blütentragende Teil trägt zehn bis 19 (fast) sitzende, ausgebreitet-horizontale Blüten. Der ellipsoide Fruchtknoten ist 7 bis 12 Millimeter lang. Die Perigonblätter sind grün. Ihre schmal trichterförmige Blütenröhre ist fast gerade. Sie weist eine Länge von 13 bis 22 Millimeter auf und ist in ihrer Mitte 4 Millimeter breit. Die stark zurückgerollten Zipfel sind 9 bis 13 Millimeter lang. Der Griffel ist zunächst abwärts gebogen und ist im ausgewachsenen Zustand gerade. Er überragt die Blütenröhre um 23 bis 45 Millimeter. Die keulenförmigen Narben sind dreikantig. Die Blütezeit ist der August.
Die länglichen Früchte sind etwa 2 Zentimeter lang und 1,2 Zentimeter breit. Über die Samen ist nichts bekannt.

## Systematik und Verbreitung
Agave pubescens ist mexikanischen Bundesstaaten Morelos, Oaxaca und Chiapas auf felsige Hänge in bergigen Gegenden in Höhenlagen von 365 bis 1830 Metern verbreitet. 
Die Erstbeschreibung durch Eduard August von Regel und Karl Eduard Ortgies wurde 1874 veröffentlicht.
Nomenklatorische Synonyme sind Agave brachystachys var. pubescens (Regel & Ortgies) A.Terracc. (1885) und Manfreda pubescens (Regel & Ortgies) Verh.-Will. (1975, nom. inval. ICBN-Artikel 29.1).
Die Art gehört in die Untergattung Manfreda und wird dort der Manfreda-Gruppe zugeordnet.

## Nachweise